# Ясногірка (Пулинська селищна громада)
Ясногі́рка — село в Україні, в Житомирському районі, Житомирської області. Населення становить 48 осіб.

## Історія
Колишні назви: Королінка, Кароліна, Дібровка. У 1906 році село Пулинської волості Житомирського повіту Волинської губернії. Відстань від повітового міста 27 верст, від волості 12. Дворів 30, мешканців 222.
Колишній орган місцевого самоуправління — Ялинівська сільська рада.